# Harpers Bizarre

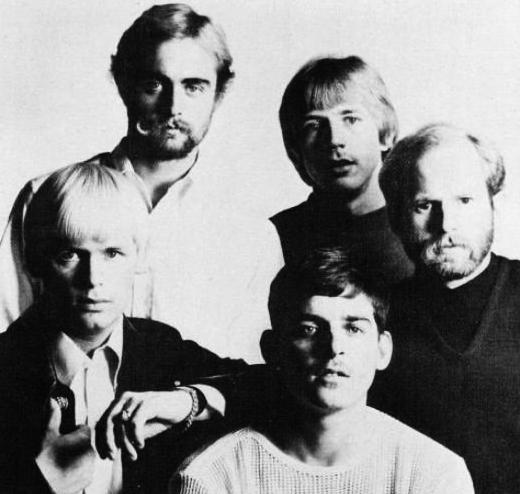
Harpers Bizarre

Harpers Bizarre war eine US-amerikanische Beatband der 1960er Jahre, die vor allem durch ihre Hitsingles Feelin’ Groovy und Anything Goes bekannt wurde.

## Bandgeschichte
Die Gruppe wurde Ende 1966 in San Francisco gegründet und profitierte von der aufkommenden Flower-Power-Bewegung. Schlagzeuger John Peterson hatte zuvor bei den Beau Brummels getrommelt, die anderen Mitglieder hatten vorher als The Tikis lokale Erfolge in Santa Cruz gefeiert. Die Musik von Harpers Bizarre klang kalifornisch „sonnig, heiter und verträumt“ und stellte den feuchten Traum einer Plattenfirma von kommerzieller Auswertung der Hippie-Subkultur dar. Mit Chor- und Orchesterbombast aus den Federn begabter Arrangeure wie Leon Russell oder Van Dyke Parks wurde eine Easy-Listening-Suppe angerührt, die wenig mit dem tatsächlichen Underground-Sound der Bay Area zu tun hatte. Mangels eigener Kompositionen griff man gerne auf bereits erfolgreiche Titel zurück, darunter auch Broadway-Hits aus dem Great American Songbook von Glenn Miller oder Cole Porter oder ließ sich vom früheren Tikis-Pianisten Randy Newman oder von Harry Nilsson etwas schreiben.
Die erste Single – aufgenommen als The Tikis, veröffentlicht unter dem neuen Bandnamen Harpers Bizarre – war ein erfolgreiches Cover des Simon-and-Garfunkel-Titels 59th Street Bridge Song (Feelin’ Groovy). Auch die zweite Single Come to the Sunshine, komponiert von Van Dyke Parks, konnte sich in den Charts platzieren.
Der Erfolg der Gruppe verblasste Ende der 1960er-Jahre, als sich langsam härtere Rockmusik durchsetzte. Ted Templeman wurde in den 1970er-Jahren Hausproduzent bei Warner. Unter seiner Regie entstanden u. a. erfolgreiche Alben von den Doobie Brothers, Little Feat, Carly Simon und Van Halen.

## Mitglieder
- Theodore (Ted) Templeman (Gesang, Trompete, Schlagzeug) (* 22. November 1944)
- Richard (Dick) Scoppettone (Gitarre) (* 5. Juli 1945)
- Edward James (Gitarre)
- Richard (Dick) Yount (Gitarre, Bass)
- John Louis Peterson (* 8. Januar 1942 in Rudyard, Michigan, USA; † 11. November 2007 in San Francisco[1]), Schlagzeug

## Diskografie

### Alben
| Jahr | Titel          | Höchstplatzierung, Gesamtwochen, AuszeichnungChartplatzierungen (Jahr, Titel, Platzierungen, Wochen, Auszeichnungen, Anmerkungen) | Höchstplatzierung, Gesamtwochen, AuszeichnungChartplatzierungen (Jahr, Titel, Platzierungen, Wochen, Auszeichnungen, Anmerkungen) | Anmerkungen |
| Jahr | Titel          | UK | US | Anmerkungen |
| ---- | -------------- | --- | --- | ----------- |
| 1967 | Feelin’ Groovy | — | US108 (7 Wo.)US |             |
| 1967 | Anything Goes  | — | US76 (13 Wo.)US |             |

Weitere Alben
- 1968: Secret Life
- 1969: Harpers Bizarre 4
- 1976: As Time Goes By

### Singles
| Jahr | Titel Album                                                 | Höchstplatzierung, Gesamtwochen, AuszeichnungChartplatzierungen (Jahr, Titel, Album, Platzierungen, Wochen, Auszeichnungen, Anmerkungen) | Höchstplatzierung, Gesamtwochen, AuszeichnungChartplatzierungen (Jahr, Titel, Album, Platzierungen, Wochen, Auszeichnungen, Anmerkungen) | Anmerkungen |
| Jahr | Titel Album                                                 | UK | US | Anmerkungen |
| ---- | ----------------------------------------------------------- | --- | --- | ----------- |
| 1967 | The 59th Street Bridge Song (Feelin’ Groovy) Feelin’ Groovy | UK34 (7 Wo.)UK | US13 (11 Wo.)US |             |
| 1967 | Come To The Sunshine Feelin’ Groovy                         | — | US37 (7 Wo.)US |             |
| 1967 | Anything Goes                                               | UK33 (6 Wo.)UK | US43 (8 Wo.)US |             |
| 1967 | Chattanooga Choo Choo Anything Goes                         | — | US45 (7 Wo.)US |             |
| 1968 | Battle Of New Orleans Secret Life                           | — | US95 (2 Wo.)US |             |